# Heiligenbergsee
Der Heiligenbergsee ist ein Rückhaltebecken und Fischgewässer in der Stadtteilgemarkung Häfnerhaslach von Sachsenheim im baden-württembergischen Landkreis Ludwigsburg.

## Lage
Der See liegt östlich von Häfnerhaslach auf etwa 375 m ü. NHN auf einer ersten Geländestufe des Strombergs zwischen dem Kirbachtal im Süden und dem 450 m ü. NHN hohen Schlierkopf im Norden. Er ist überwiegend von Wald umschlossen, reicht an der Südseite fast bis an die Hangkante über den Weinbergen des Dorfes, erstreckt sich etwa 320 Meter weit ostwärts bis zum Abfluss und ist quer dazu bis etwa 80 Meter breit.

## Nutzung
Der Heiligenbergsee wird gerne als Bade- und FKK-Paradies bezeichnet, obwohl die Uferflächen weder von Mensch noch Hund betreten werden dürfen und das Baden strikt untersagt ist.  
Der See ist ein guter Ausgangspunkt für Wanderungen im großen Naturpark Stromberg. Auch wird der See beangelt und zuweilen als Übungsort für die Wasserrettung genutzt. Direkt am See liegt außerdem ein kleiner Kinderspielplatz. Es gibt auch eine überdachte Grillhütte mit Sitzmöglichkeiten und eine Schutzhütte.